# Koivusaari (ö i Finland, Lappland, Tornedalen, lat 66,64, long 24,59)
Koivusaari är en ö i Finland. Den ligger i sjön Iso-Vietonen och i kommunen Övertorneå i den ekonomiska regionen  Tornedalens ekonomiska region  och landskapet Lappland, i den norra delen av landet, 700 km norr om huvudstaden Helsingfors. Öns area är 5,2 hektar och dess största längd är 350 meter i nord-sydlig riktning.